# Rolls-Royce Phantom VIII
O Rolls-Royce Phantom VIII é um sedã de luxo fabricado pela Rolls-Royce Motor Cars. É a oitava e atual geração do Rolls-Royce Phantom, estreando em 2017, e a segunda lançada pela Rolls-Royce sob propriedade da BMW. É oferecido em dois comprimentos de entre-eixos. Este é o modelo topo de linha atual fabricado pela Rolls-Royce Motor Cars.

## Lançamento

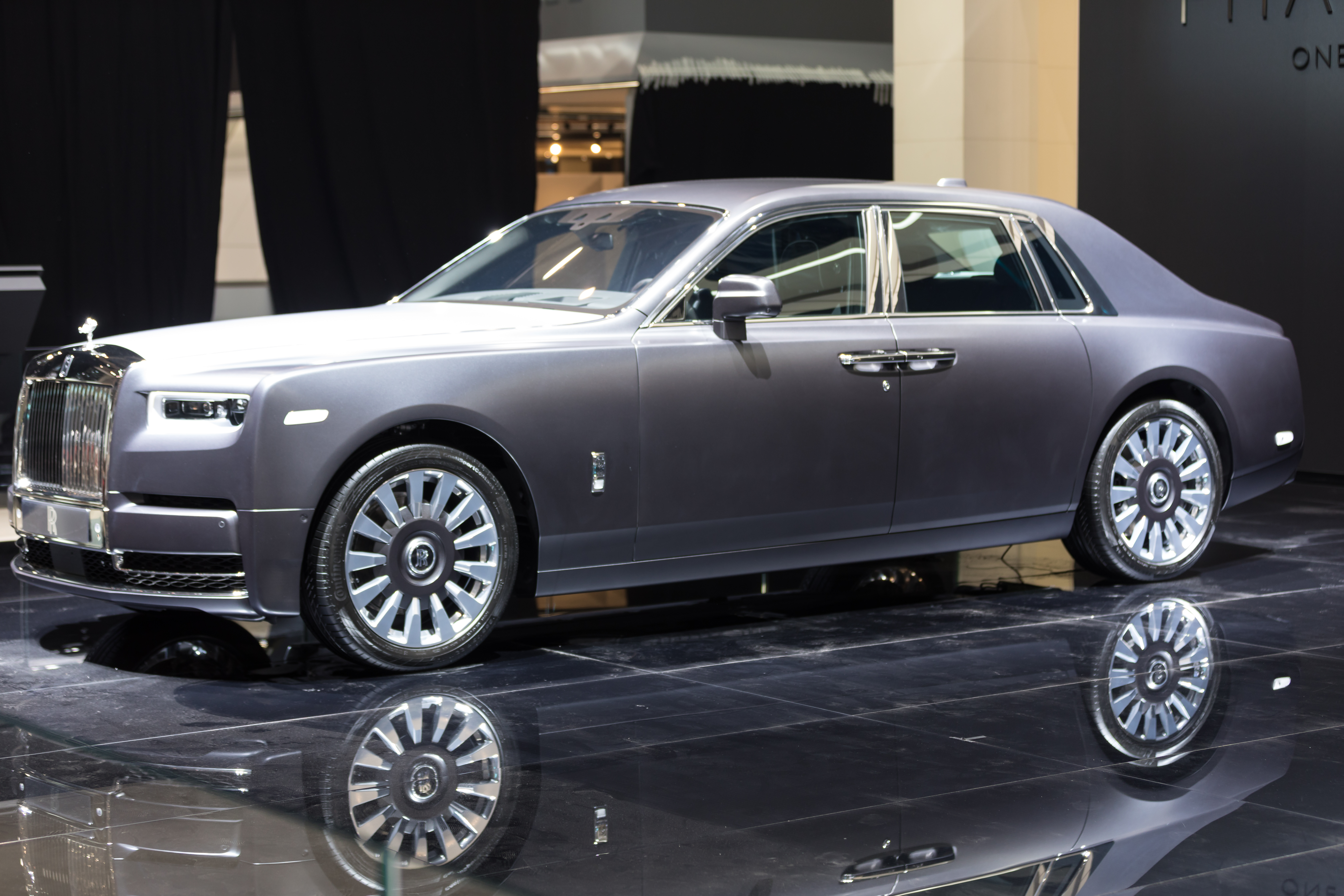
Vista frontal esquerda do Rolls-Royce Phantom VIII no Salão do Automóvel de Genebra de 2018

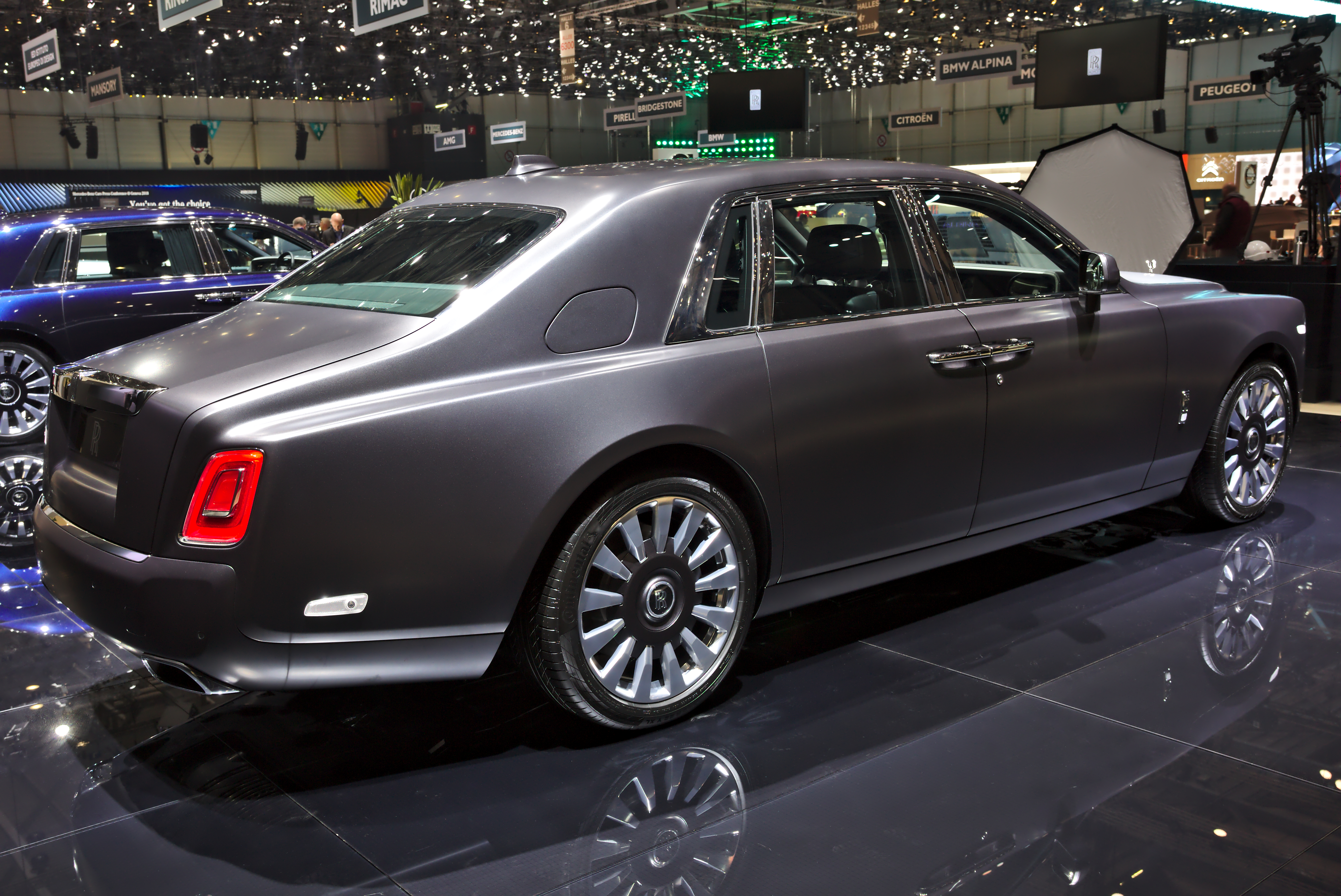
Vista traseira direita do Phantom VIII, Salão do Automóvel de Genebra de 2018

O Phantom foi revelado ao vivo em 27 de julho de 2017.
Ele fez sua estreia pública em uma exposição especial da Rolls-Royce realizada em Londres dois dias depois, em 29 de julho. O evento, apelidado de "Os Oito Grandes Phantoms", aconteceu na casa de leilões Bonhams, em Mayfair. A exposição reuniu um Phantom notável de cada geração, desde o Phantom I de Fred Astaire até modelos subsequentes dirigidos pela realeza ou que se tornaram famosos por celebridades, incluindo o Phantom V de John Lennon, pintado em estilo cigano.

## Design
O estilo do Phantom VIII foi descrito como uma evolução do Phantom VII, já que apresenta a maioria dos recursos de design de seu antecessor.
Assim como seu antecessor, o Phantom VIII possui um balanço dianteiro curto e uma dianteira vertical, um capô longo e um compartimento de passageiros recuado, além de uma longa distância entre eixos e uma traseira fluida. Ele também possui portas traseiras "suicidas". Pela primeira vez em um Phantom, a grade do radiador "Partenon", marca registrada da Rolls-Royce, é integrada à carroceria.
O Phantom está disponível em dois comprimentos de distância entre eixos. O mais curto é o Phantom mais curto desde pelo menos 1939.

## Phantom Extended Wheelbase

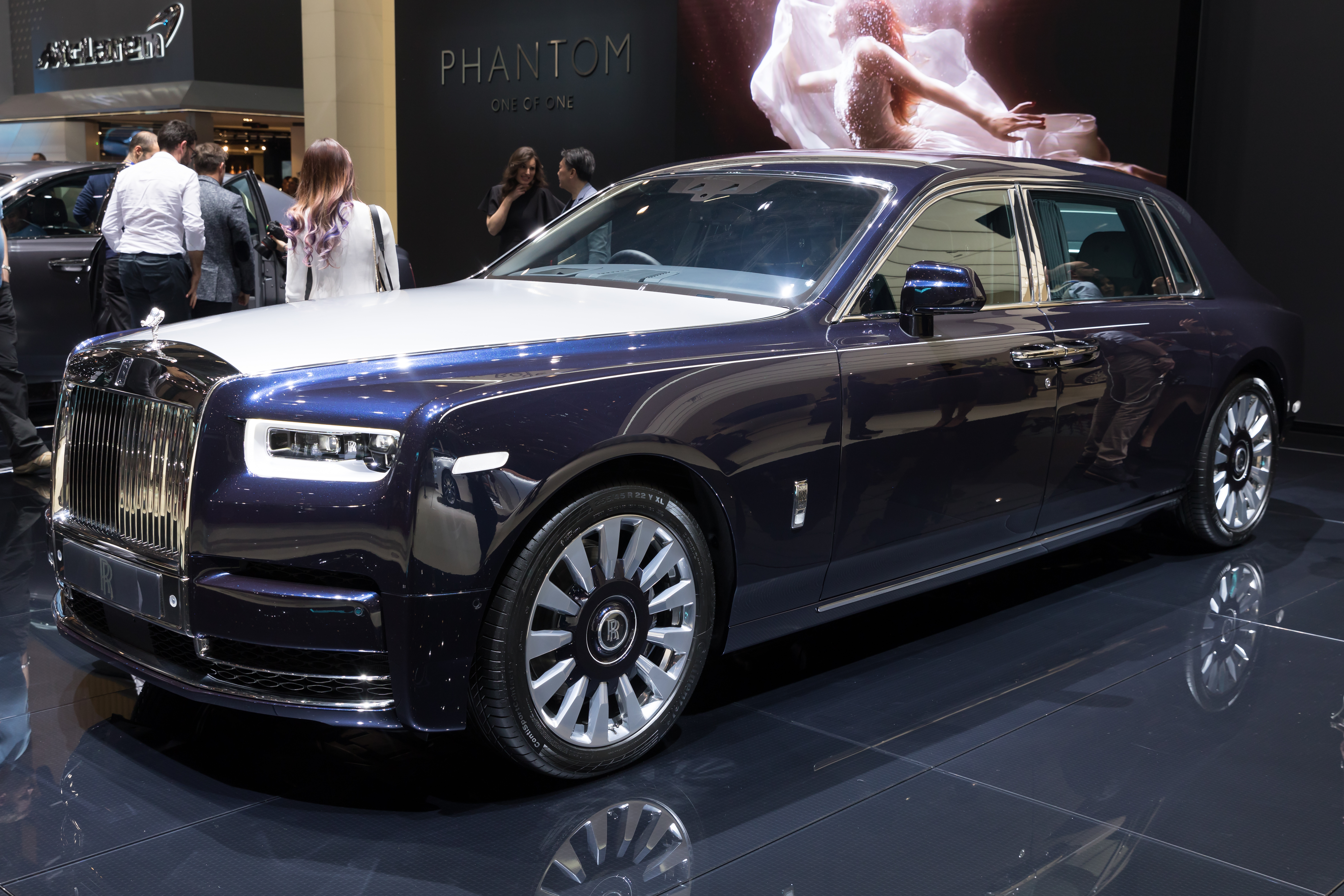
Vista dianteira do Phantom EWB

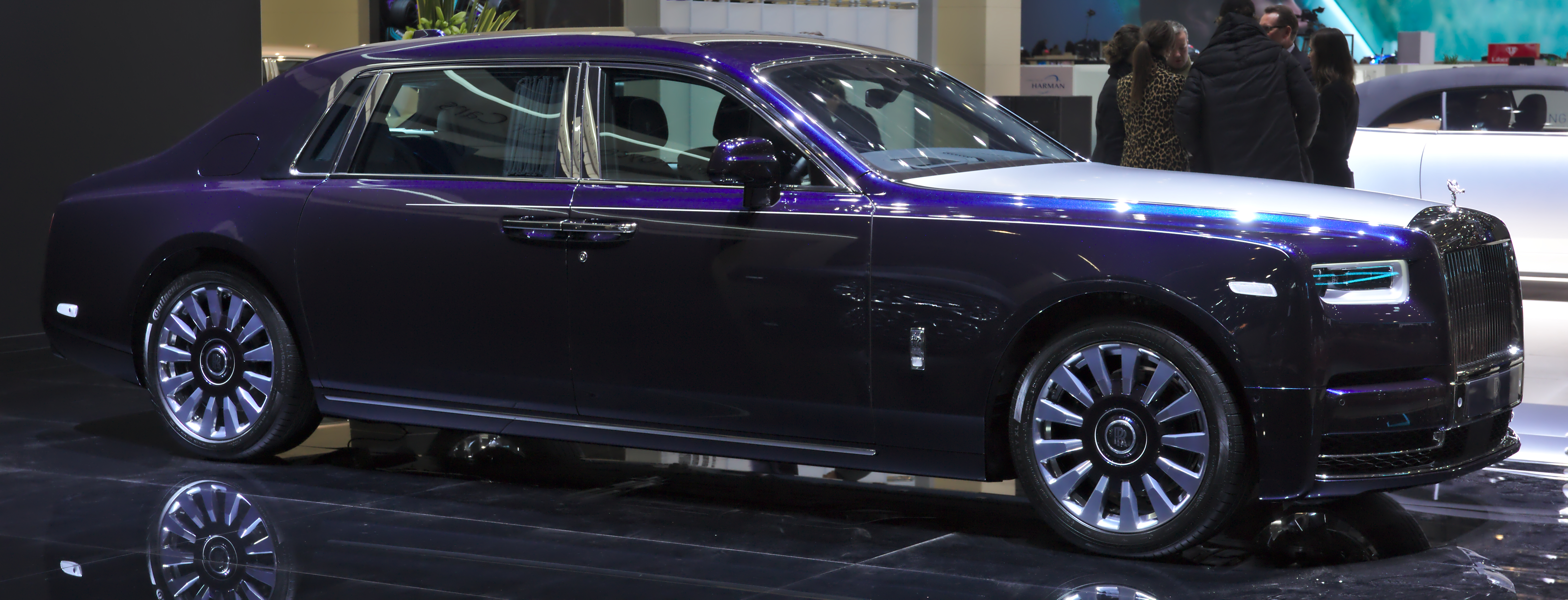
Vista lateral do Phantom EWB

O Rolls-Royce Phantom Extended Wheelbase (EWB), ou Phantom Extended, é uma variante especial do Rolls-Royce Phantom, 220 mm mais longo que o modelo padrão.
O design externo do carro é idêntico ao do Phantom original e, com exceção do comprimento, todos os recursos foram adaptados do modelo padrão.
O compartimento traseiro do passageiro foi ampliado e o interior apresenta um "Starlight Headliner", que utiliza mais de 1.500 fibras ópticas para criar a impressão de um céu noturno estrelado. Isso foi aplicado pela primeira vez no Phantom Celestial.
O interior também apresenta uma divisória entre o cockpit dianteiro e o compartimento traseiro do passageiro, e o compartimento traseiro do passageiro foi isolado acusticamente para maior privacidade, o que é conhecido como "Privacy Suite" pela Rolls-Royce Motor Cars.
Também é permitido aos compradores personalizar o interior do carro até certo ponto (o recurso "Gallery" permite que os usuários personalizem o painel e outros recursos menores).

## Phantom Série II
Em maio de 2022, a Rolls-Royce anunciou o carro Série II, disponível a partir do ano-modelo 2023. O Série II conta com uma série de recursos atualizados e aprimorados, incluindo:
- Novo acabamento acima da grade Pantheon e acima das luzes diurnas de LED
- Os faróis foram revisados e vêm com luzes de estrela no painel
- Um novo conjunto de rodas de disco

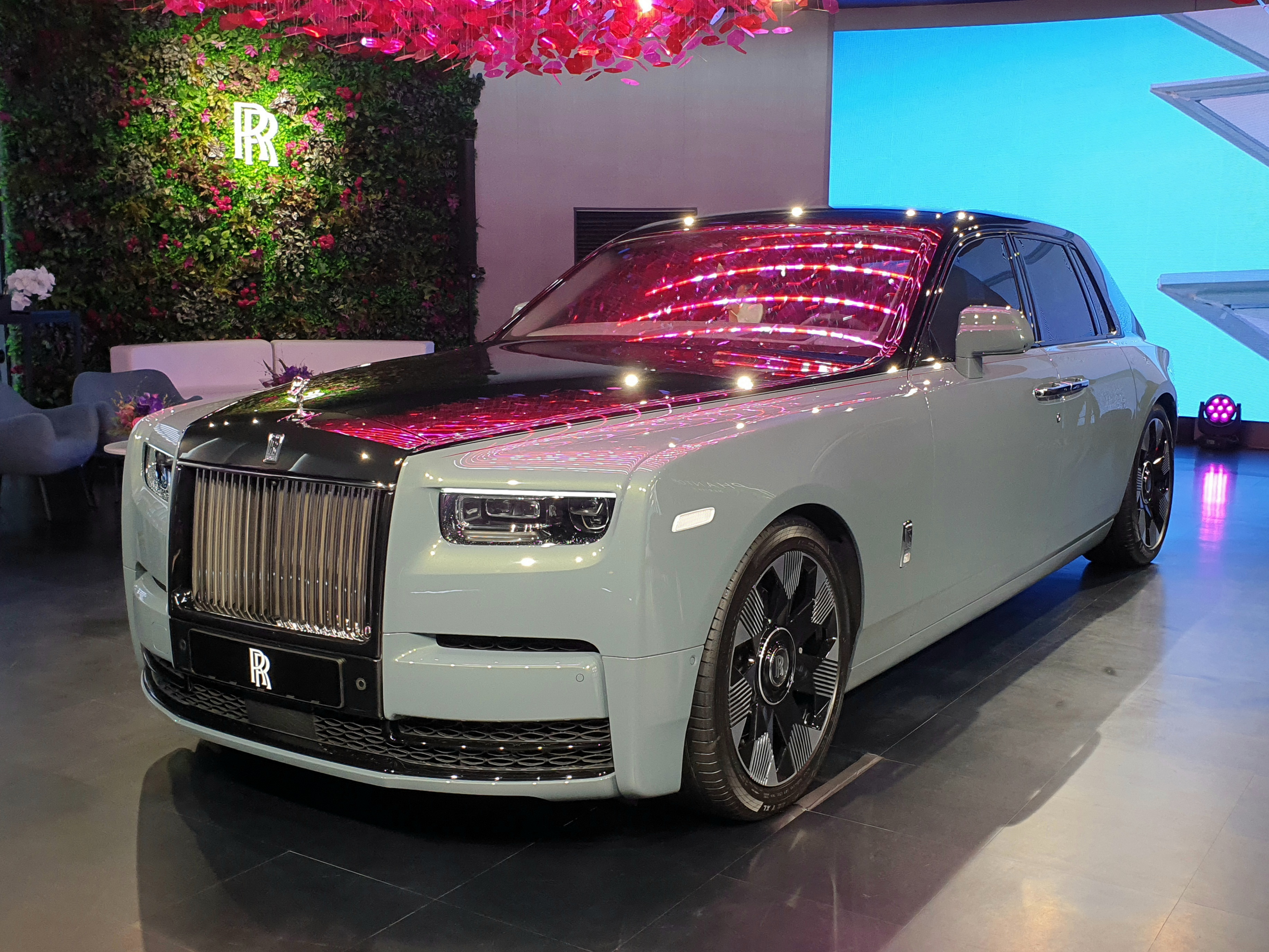
Vista dianteira do Rolls-Royce Phantom VIII Série II.
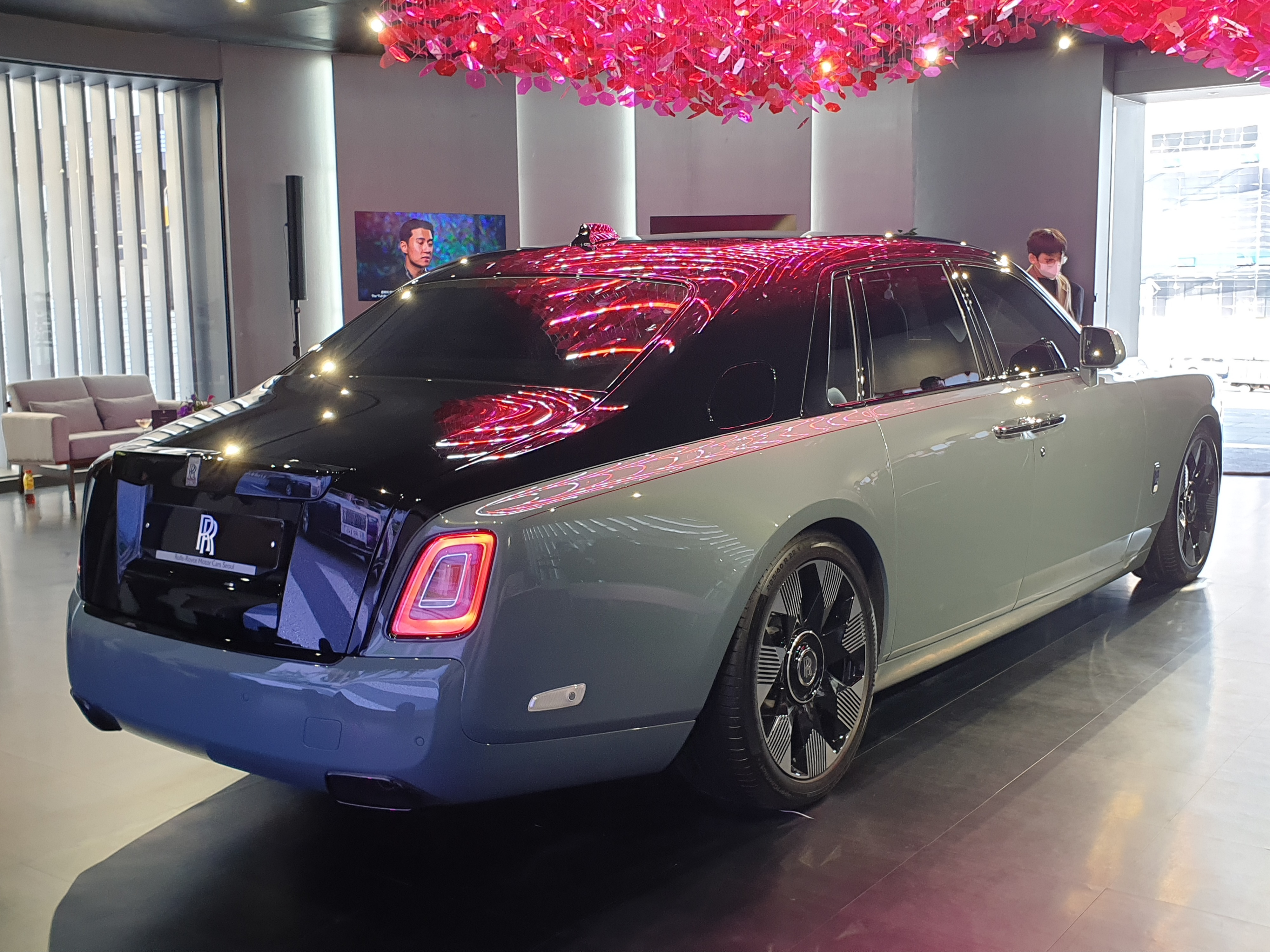
Vista traseira do Rolls-Royce Phantom VIII Série II.
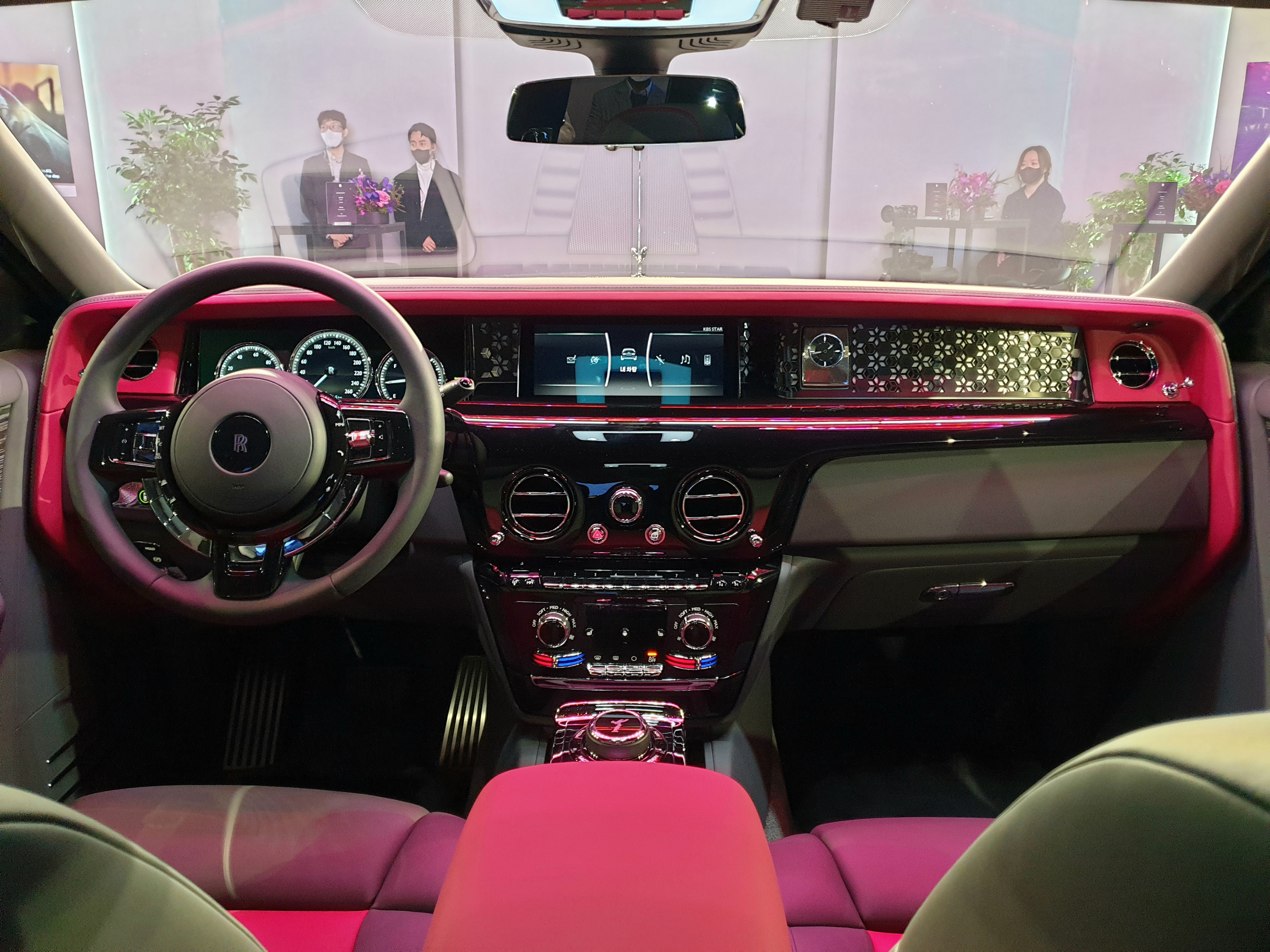
Interior do Rolls-Royce Phantom VIII Série II.

## Especificações

### Plataforma
O Phantom utiliza um chassi com estrutura espacial de alumínio; trata-se de uma versão da plataforma modular "Architecture of Luxury" da Rolls-Royce. O Phantom é o primeiro carro a ser baseado nesta nova plataforma, que também é utilizada pelo SUV Cullinan e será utilizada por outros futuros modelos da Rolls-Royce.

### Suspensão e direção
O Phantom é equipado com suspensão a ar autonivelante e amortecedores controlados eletronicamente na dianteira e na traseira. Ele utiliza um eixo dianteiro de braços duplos e um eixo traseiro de 5 braços. Também é equipado com barras estabilizadoras ativas.
O sistema de suspensão é conectado a uma câmera estéreo montada atrás do para-brisa. Esta câmera monitora a estrada à frente e pré-configura as relações de mola e amortecedor, bem como as barras estabilizadoras, para melhorar a qualidade da condução. O sistema, apelidado de "Flagbearer" pela Rolls-Royce, opera em velocidades de até 100 km/h.
O Phantom é o primeiro Rolls-Royce a ser equipado com direção nas quatro rodas. O sistema gira as rodas traseiras em sentido contrário às dianteiras em um máximo de 3° em velocidades abaixo de 60 km/h para melhorar a manobrabilidade. Entre 60 e 80 km/h, as rodas traseiras não esterçam. Em velocidades acima de 80 km/h, as rodas traseiras giram na mesma direção que as rodas dianteiras em um ângulo máximo de 1° para aumentar a estabilidade em alta velocidade.
O Phantom utiliza pneus "Silent-Seal", desenvolvidos em conjunto pela Rolls-Royce e pela Continental. Eles utilizam uma camada de espuma dentro do pneu para reduzir o ruído da cavidade do pneu, diminuindo os níveis de ruído na cabine em até 9 decibéis.

### Interior

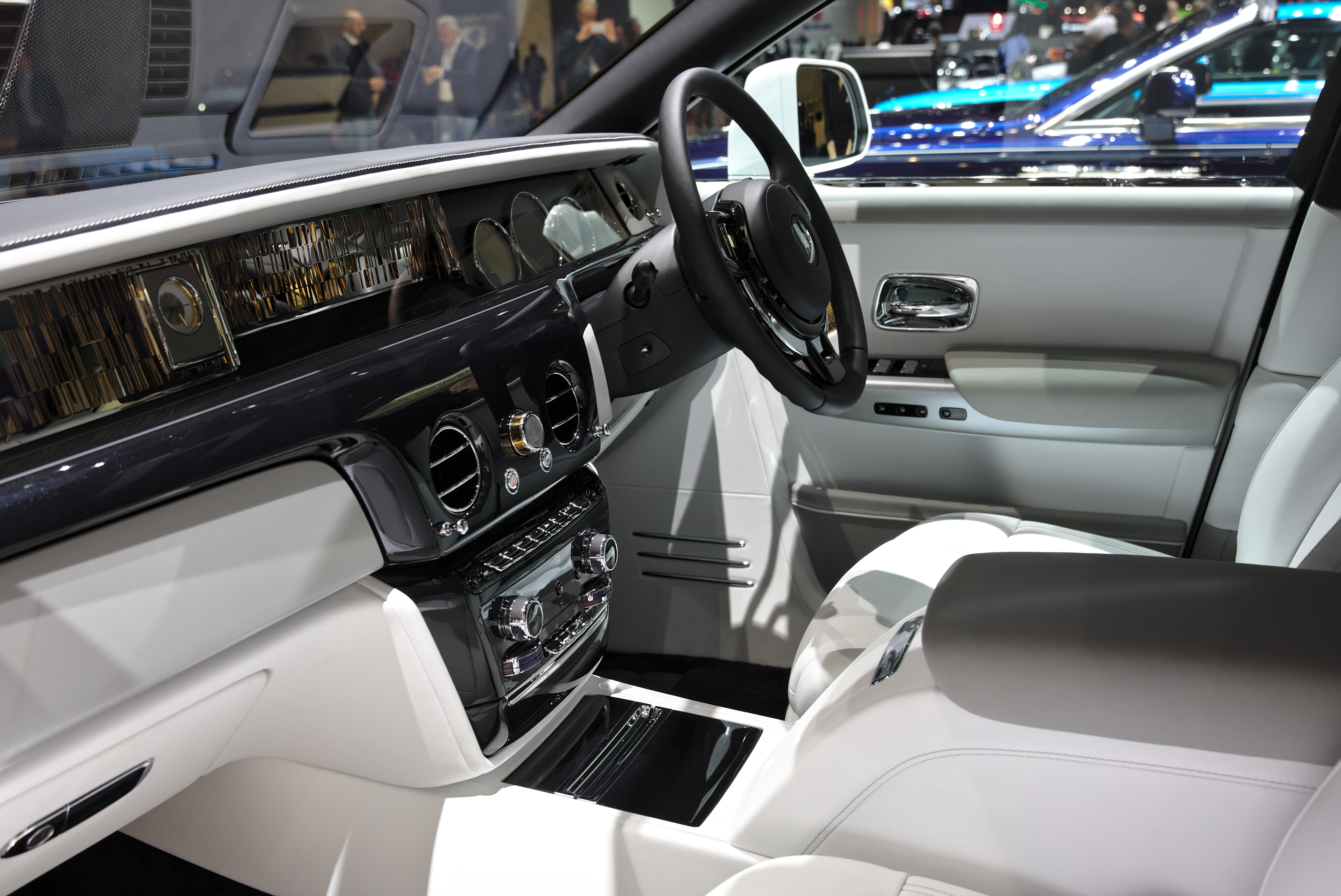
Interior

O interior é totalmente personalizado e sob medida. A nova geração do Phantom utiliza o sistema de infoentretenimento BMW iDrive V8.5 com câmera 3D. A nova geração também conta com a "Galeria", uma seção de exposição no interior do veículo, revestida com o revestimento dos bancos dianteiros, com experimentação de diferentes materiais e obras de arte integradas ao veículo, e todas as opções são ilimitadas.

### Trem de força

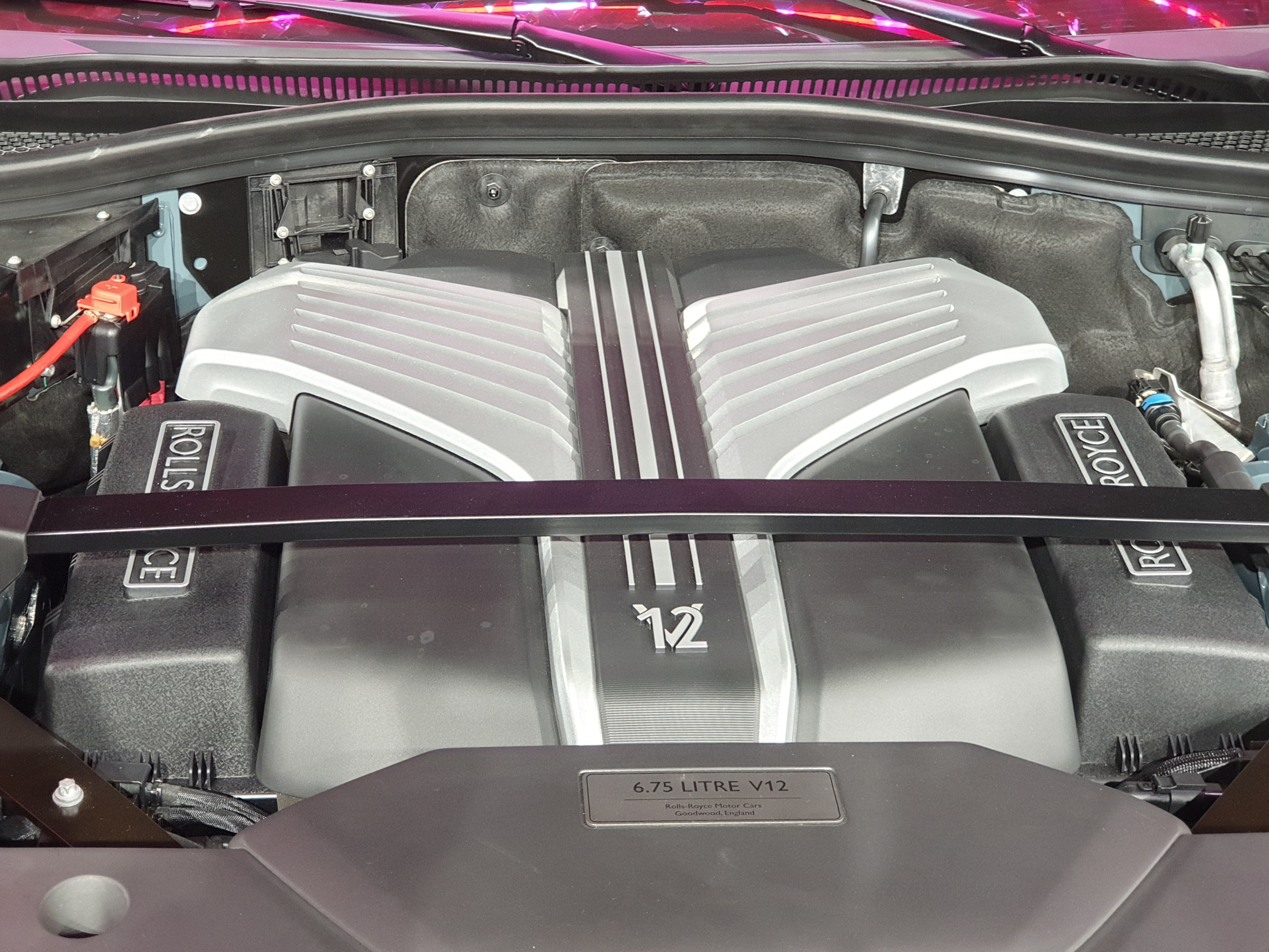
Motor V12 do Rolls-Royce Phantom

O Phantom é fornecido apenas com um motor V12 biturbo de 6,75 litros. Trata-se de uma variante do N74 da BMW, chamada N74B68, exclusiva do Phantom.
A transmissão automática de 8 velocidades 8HP da ZF é a única opção. Ela está conectada a um receptor GPS que analisa a localização e a velocidade do carro para otimizar as trocas de marcha.
| Modelo                     | Cilindrada | Potência            | Torque              | Velocidade máxima | 0–100 km/h   |
| -------------------------- | ---------- | ------------------- | ------------------- | ----------------- | ------------ |
| Phantom                    | 6.75 L     | 563 hp a 5.000 rpm  | 900 N⋅m a 1.700 rpm | 250 km/h          | 5,3 segundos |
| Phantom Extended Wheelbase | 6.75 L     | 563 hp at 5.000 rpm | 900 N⋅m a 1.700 rpm | 250 km/h          | 5,4 segundos |

## Equipamentos
A Arquitetura Eletrônica do Novo Phantom é o maior componente já produzido pelo BMW Group, sem falar na Rolls-Royce. Alguns, mas não todos, os sistemas de assistência a bordo do Novo Phantom incluem:
- Visão noturna[14]
- Sistema de 4 câmeras com visão panorâmica
- Assistente de alerta
- Controle de cruzeiro adaptativo[14]
- Head-up display HD 7x3[14]
- Ponto de acesso Wi-Fi[14]
- Faróis laser com alcance de farol alto de mais de 600 metros[14]

## Recepção
O Phantom foi muito bem recebido por jornalistas automotivos, com muitos veículos considerando-o o melhor carro de luxo à venda. O refinamento do Phantom recebeu elogios particularmente altos, com Matt Prior, da Autocar, classificando-o como "absolutamente excepcional", enquanto Mike Duff, da Car and Driver, o descreveu como "incrivelmente silencioso".
A qualidade do passeio foi considerada igualmente boa; Gavin Green, da Car, comentou que o conforto do Phantom é "superior a qualquer outro na estrada", e Angus MacKenzie, da Motor Trend, disse que "o passeio é verdadeiramente mágico". O interior do Phantom também recebeu elogios: foi descrito como "absolutamente exemplar", "maravilhoso" e "espetacular". Considerando seu peso e tamanho, as revistas consideraram a dinâmica de direção do Phantom impressionante: os críticos elogiaram o surpreendente dinamismo e agilidade do carro, a direção leve e precisa e a excelente sensibilidade do pedal de freio.
O Phantom foi nomeado "Carro de Luxo do Ano" pela Top Gear em 2017. Recebeu o prestigiado prêmio de "Melhor Carro de Luxo" do UK Car of the Year Awards. Com base nos votos de um júri composto por 27 renomados jornalistas do setor automotivo, a premiação destaca os melhores carros novos disponíveis no mercado para clientes do Reino Unido. A Autocar concedeu ao Phantom 2018 o prêmio "Carro Cinco Estrelas" no Autocar Awards de 2018.